# Успение Богородично (Хрисавги)
Вижте пояснителната страница за други значения на Успение Богородично.
„Успение Богородично“ (на гръцки: Ναός Κοίμησης της Θεοτόκου) е възрожденска православна църква в населишкото село Хрисавги (Мирали), Егейска Македония, Гърция.
Храмът е разположен на централния площад на селото. Издигната е в 1866 – 1867 година и заменя като енорийски храм „Свети Атанасий“.
В архитектурно отношение църквата представлява трикорабна базилика с пронаос, нартекс – женска църква и двуетажна камбанария, залепена за основния храм на северозапад. Във вътрешността има стенописи от втората половина на XIX век, в олтарното пространство. Иконостасът е дърворезбован със забележителна флорална украса и икони от XIX век. Над входа има каменен надпис:
| „ | ΤΟΥ ΘΕΙΟΥ ΚΑΙ ΙΕΡΟΥ ΤΟΥΤΟΥ ΝΑΟΥ ΤΑ ΕΓΚΑΙΝΙΑ ΕΤΕΛΕΣΘΗΣΑΝ ΤΗ 25 ΑΠΡΙΛΙΟΥ ΤΟΥ ΣΩΤΗΡΙΟΥ ΕΤΟΥς 1867 ΥΠΟ ΤΟΥ ΜΗΤΡΟΠΟΛΙΤΟΥ ΣΙΣΑΝΙΟΥ ΚΥΡΙΟΥ ΑΛΕΞΑΝΔΡΟΥ На божия и свещен този храм строителните работи завършиха на 25 април от Спасителя година 1867 при митрополит Сисанийски господин Александър | “ |

В 1997 година църквата е обявена за защитен паметник.